# Koungou

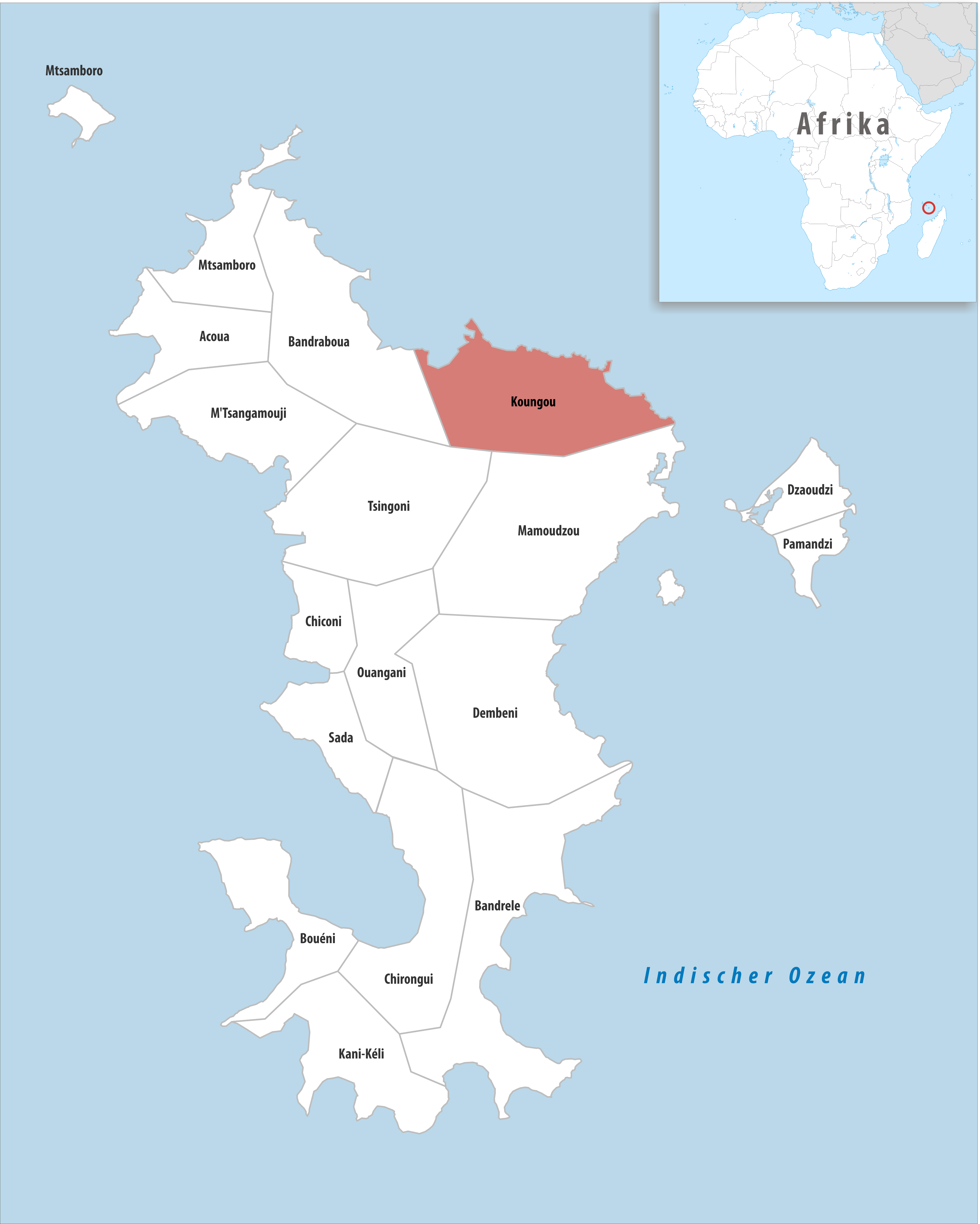
Kommunen Koungous läge i Mayotte.

Koungou är en kommun i det franska utomeuropeiska departementet Mayotte i Indiska oceanen. År 2017 hade Koungou 32 156 invånare.

## Byar
Kommunen Koungou delas i följande byar (folkmängd 2007 inom parentes):
- Koungou (6 710)
- Longoni (2 073)
- Kangani (775)
- Trévani (2 004)
- Majicavo-Koropa (7 055)
- Majicavo-Lamir (1 214)